# Kapitanivka, Kiev-Sveatoșîn
Kapitanivka (în ucraineană Капітанівка) este un sat în comuna Dmîtrivka din raionul Kiev-Sveatoșîn, regiunea Kiev, Ucraina.

## Demografie
Componența lingvistică a localității Kapitanivka
     Ucraineană (90%)
     Rusă (8,48%)
     Alte limbi (0,91%)
Conform recensământului din 2001, majoritatea populației localității Kapitanivka era vorbitoare de ucraineană (90%), existând în minoritate și vorbitori de rusă (8,48%).